# 89. п. н. е.

## Догађаји
- Римска република доноси закон Lex Plautia Papiria, којим се римско грађанско право даје свим Италцима који се појаве у Риму у року од 60 дана. Нови грађани су уврштени у осам специфичних племена како би се спречио њихов утицај на скупштине.
- Понтски краљ Митридат Велики напада Битинију и Кападокију, тиме започињући Први митридатски рат.

## Смрти
- Птолемеј X Александар I